# Defraggler
Defraggler is een schijfdefragmentatieprogramma voor Windows, waarmee de bestandssystemen FAT32, NTFS en exFAT gedefragmenteerd kunnen worden. Defraggler is vertaald in 37 talen, waaronder het Nederlands. Het door Piriform ontwikkelde programma werkt onder Windows 2000 en hoger (zowel 32 bit als 64 bit). Defraggler is een freeware-alternatief voor het in Windows ingebouwde schijfdefragmentatieprogramma.

## Mogelijkheden
Defraggler beschikt onder meer over volgende mogelijkheden:
- Individuele bestanden, groepen bestanden of een map defragmenteren, alsook de vrije ruimte op FAT32-, NTFS-, exFAT- of RAID-partities.
- De master file table (MFT) defragmenteren.
- Bestanden weergeven op een schematische partitiekaart.
- Uitgevoerd worden op geplande tijdstippen om de computer te defragmenteren.
- Gestart worden vanaf de opdrachtprompt.
- Bestanden uitsluiten op basis van grootte of extensie.
- Bestanden zoeken op naam en eigenschappen, zoals grootte.

Er is ook een portable versie beschikbaar die geschikt is om gebruikt te worden vanaf een USB-stick.

## Beoordelingen
- Defraggler kreeg een beoordeling van 5/5 van Softpedia[5].
- In de top vijf voor beste defragmentatieprogramma's van Lifehacker kreeg Defraggler de eerste plaats[6].

## Trivia
- De bestandsgrootte van de download is ongeveer 4 MB.